# Casa Feliz
Casa Feliz é um talk show português apresentado por Diana Chaves e João Baião.
Estreou no dia 20 de Julho de 2020, três dias depois do seu antecessor, O Programa da Cristina, ter terminado devido à saída repentina da apresentadora Cristina Ferreira da SIC.
Com o término do programa Olhá SIC, a partir de 30 de abril de 2023, passaram a ser exibidos compactos do Casa Feliz, nas manhãs de domingo.
A Coral Vision Europa, S.A. é a produtora responsável pelo programa.

## Apresentadores
| Apresentadores residentes | Anos            |
| ------------------------- | --------------- |
| Diana Chaves              | 2020 - presente |
| João Baião                | 2020 - presente |

| Apresentadores substitutos | Anos        |
| -------------------------- | ----------- |
| Ana Marques                | 2020        |
| José Figueiras             | 2020        |
| Cláudia Vieira             | 2021        |
| João Paulo Sousa           | 2021 - 2022 |

| Outros apresentadores de emissões especiais | Anos |
| ------------------------------------------- | ---- |
| Cláudia Vieira                              | 2021 |
| João Paulo Sousa                            | 2021 |
| Iva Lamarão                                 | 2021 |
| Andreia Rodrigues                           | 2024 |
| Ricardo Pereira                             | 2024 |
| Miguel Costa                                | 2025 |

| Apresentador da "Análise Criminal" | Anos                   |
| ---------------------------------- | ---------------------- |
| Hernâni Carvalho                   | 2020 / 2025 - presente |

#### Rubrica "VIRAL"
| Apresentadora  | Ano  |
| -------------- | ---- |
| Sofia Cerveira | 2023 |

## Repórteres
| Repórteres      | Anos            |
| --------------- | --------------- |
| Luís Maia       | 2020 - presente |
| João Tavares    | 2020 - presente |
| Ioana Sandu     | 2020 - presente |
| José Lopes      | 2020 - 2021     |
| Jéssica Azevedo | 2021 - presente |
| Miguel Costa    | 2021 - presente |
| Inês Freire     | 2022 - presente |
| Fátima Lopes    | 2024            |

## Pesquisa conteúdos
| Jornalista          | Anos            |
| Andreia Nogueira    | 2020 - presente |
| Carla Leal Ferreira | 2021 - presente |
| Jéssica Azevedo     | 2021 - presente |
| Inês Freire         | 2022 - presente |
| Raquel Jorge        | 2022 - presente |
| Rita Martins        | 2022 - presente |
| ------------------- | --------------- |

## Produção
| Nome              | Função               | Anos            |
| Joanna Figueiredo | Diretora de produção | 2020 - presente |
| Paulo Fernandes   | Chefe de produção    | 2020- presente  |
| Rita Mendes       | Produção             | 2020 - presente |
| Beatriz Almeida   | Produção             | 2022 - presente |
| ----------------- | -------------------- | --------------- |

## História

### Saída de Cristina Ferreira da SIC
Com a saída repentina de Cristina Ferreira da SIC para a TVI, a estação liderada por Daniel Oliveira entrou numa verdadeira corrida contra o relógio para decidir, sem rede, o que fazer com um espaço de quase 3 horas construído em torno do nome e da personalidade de uma pessoa.
A 18 de julho de 2020, a SIC colocou discretamente na grelha de programação o nome Casa Feliz no horário d’O Programa da Cristina.

### Caras da estação no primeiro dia sem Cristina Ferreira

Logótipo do programa entre 23 de julho de 2020 e 7 de março de 2025.

João Baião já estava escalado para substituir Cristina Ferreira durante as férias mas sabe-se agora que o apresentador vai mesmo ficar em permanência à frente das manhãs da estação de Paço de Arcos. Após uma reunião, ficou também decidido que a equipa de produção manter-se-á a mesma.
Durante a emissão, estiveram presentes algumas das principais caras da estação, como Carolina Loureiro, Liliana Campos e Júlia Pinheiro, para transmitir uma ideia de coesão e união.

### Estreia de novos cenários
A 6 de outubro de 2020, dia do 28° Aniversário da SIC, foi estreado um novo cenário, com algumas diferenças do anterior herdado d' O Programa da Cristina, mas mantendo o aspeto de uma casa.

Logótipo do programa desde 10 de março de 2025.

Em fevereiro de 2025 foi iniciada uma "campanha de venda" da atual Casa Feliz, para mudar por completo o cenário do programa até então. A 10 de março do mesmo ano foi estreada uma nova "casa", completamente diferente da anterior.
Na segunda-feira, 3 de março de 2025, foi para o ar a última emissão do programa no antigo cenário. Durante o resto da semana, foram emitidos especiais, previamente gravados, onde os apresentadores visitavam a casa de artistas do panorama musical português.

## Audiências
Na sua estreia, o programa teve 523 900 espetadores fidelizados, correspondente a 5,5 de rating e a 24,6% de share. O pico da estreia do programa foi de 10,8 de rating e 32,8% de share. 
O seu principal concorrente, o já extinto Você na TV!, teve 470 500 espetadores o que corresponde a 4,4 de rating e 19,9% de share, mais distante o programa 7 Maravilhas da Cultura Popular, ficou nos 185 300 espetadores, 2,0 de rating e 8,8% de share.